# Yixianscarabaeus
Yixianscarabaeus  (лат.) — ископаемый род жесткокрылых насекомых из семейства Eremazidae (Scarabaeoidea). Обнаружены в меловых отложениях в Китае (около 130 млн лет, формация Исянь; Ляонинь, Цзиньчжоу, Huangbanjigou, Chaomidian Village).

## Описание
Жуки  с продолговатой формой тела и округлой формой переднего края переднеспинки. Надкрылья несут 10 точечных бороздок. Длина тела около 8 мм, ширина около 4 мм; длина надкрылий до 5 мм. Жвалы скрыты под наличником. Тазики всех ног соприкасаются. Брюшко полностью скрыто под надкрыльями. 
Род был впервые описан по отпечаткам двух видов в 2015 году казахским энтомологом Георгием Владимировичем Николаевым (Казахский национальный университет имени аль-Фараби, Алма-Ата, Казахстан). Название вида Yixianscarabaeus происходит от названия места обнаружения и имени и типового рода
надсемейства (Scarabaeus).
- Yixianscarabaeus sulcatus
- Yixianscarabaeus tenuistriatus